# Коч
 Тази статия е за етническата група.  За мъжките овце вижте Овца.  
Коч е етническа група в Южна Азия, наброяваща около 50 хиляди души.
Говорят тибето-бирманския кочки език и са групирани в девет матрилинеарни клана, спазващи стриктна екзогамия. Живеят от двете страни на границата между Индия (в щатите Асам и Мегхалая) и Бангладеш. Най-ранните исторически сведения за тях са от похода на Мохамед бин Бахтияр Хилджи през 1205 година.